# Lepidium trautvetteri
Lepidium trautvetteri är en korsblommig växtart som först beskrevs av Viktor Petrovitj Botjantsev, och fick sitt nu gällande namn av Al-shehbaz. Lepidium trautvetteri ingår i släktet krassingar, och familjen korsblommiga växter. Inga underarter finns listade i Catalogue of Life.